# Camila Morgado
Pour les articles homonymes, voir Morgado.
Camila Ribeiro da Silva, née le 12 avril 1975 à Petrópolis, est une actrice brésilienne.
Elle a étudié le théâtre avec Monah Delacy et est diplômée de la Casa de Arte das Laranjeiras (CAL). Peu de temps après la fin du cours, Camila s'installe à São Paulo pour étudier le théâtre avec Antunes Filho. Elle a joué dans de nombreuses œuvres du célèbre réalisateur Gerald Thomas.
En 2003, elle a remporté le rôle principal dans la minisérie de A Casa das Sete Mulheres, jouant le personnage de la douce Manuela, invitée par le réalisateur Jayme Monjardim, apparaissant pendant la majeure partie du public à la télévision brésilienne. En 2004, elle a joué Olga Benário, dans le film Olga, basé sur le livre écrit par Fernando Morais et réalisé par Monjardim,,.

## Filmographie

### Télévision
| 2003 | A Casa das Sete Mulheres    | Manuela de Paula Ferreira |
| 2004 | Um Só Coração               | Cacilda Becker            |
| 2005 | América                     | May                       |
| 2006 | JK                          | Ana Rosenberg             |
| 2007 | Faixa Comentada             | Si mesma                  |
| 2008 | Dicas de Um Sedutor         | Cristina                  |
| 2008 | Casos e Acasos              | Juliana                   |
| 2008 | Faça Sua História           | Maníaca da Tesoura        |
| 2009 | Sauvée par l'amour          | Malu Trindade             |
| 2011 | Amor em 4 Atos              | Selma                     |
| 2011 | Saia Justa                  | gazdă                     |
| 2012 | As Brasileiras              | Mãe Vitória               |
| 2012 | Avenida Brasil              | Noemia Buarque            |
| 2013 | O Canto da Sereia           | Mara Moreira              |
| 2013 | A Grande Família            | Cris,                     |
| 2014 | Por Isso Eu Sou Vingativa   | Sara Xerxes               |
| 2014 | O Rebu                      | Maria Angélica            |
| 2014 | Gentalha                    | Lúcia                     |
| 2016 | A Lei do Amor               | Vitória Leitão            |
| 2018 | Malhação: Vidas Brasileiras | Gabriela Fortes (Gabi)    |
| 2020 | Bom Dia, Verônica           | Janete Cruz               |